# گولوبینگه
گولوبینگه (به صربی: Golubinje) یک روستا در صربستان است که در مایدانپک واقع شده‌است. گولوبینگه ۱٬۰۷۹ نفر جمعیت دارد و ۲۳۸ متر بالاتر از سطح دریا واقع شده‌است.